# کاستی د لا آرنی
کاستی د لا آرنی (به اسپانیایی: Castell de l'Areny) یک شهرستان در اسپانیا است که در کاتالونیا واقع شده‌است.

## خصوصیات
کاستی د لا آرنی ۲۴٫۳۵ کیلومترمربع مساحت و ۷۸ نفر جمعیت دارد و ۹۵۴ متر بالاتر از سطح دریا واقع شده‌است.